# Cratere Helberg
Helberg è un cratere lunare di 61,93 km situato nella parte nord-orientale della faccia nascosta della Luna.
Il cratere è dedicato all'ingegnere statunitense Robert J. Helberg.

## Crateri correlati
Alcuni crateri minori situati in prossimità di Helberg sono convenzionalmente identificati, sulle mappe lunari, attraverso una lettera associata al nome.
| Helberg | Coordinate             | Diametro (in km) |
| ------- | ---------------------- | ---------------- |
| C       | 23°22′12″N 100°55′48″W | 69,03            |
| H       | 21°48′00″N 101°19′12″W | 29,23            |